# نيكول مورير
نيكول مورير (بالألمانية: Nicole Maurer) (و. 2000  م) هي متزلجة قفز كندية، ولدت في كالغاري.

## روابط خارجية
- نيكول مورير على موقع الاتحاد الدولي للتزلج (القفز التزلجي) (الإنجليزية)